# Теліжинецька сільська рада (Ізяславський район)
Теліжине́цька сільська́ ра́да — адміністративно-територіальна одиниця та орган місцевого самоврядування в Ізяславському районі Хмельницької області. Адміністративний центр — село Теліжинці.

## Загальні відомості
Теліжинецька сільська рада утворена в 1944 році.
- Територія ради: 44,826 км²
- Населення ради: 1 213 особи (станом на 2001 рік)

## Населені пункти
Сільській раді підпорядковані населені пункти:
- с. Теліжинці
- с. Калинівка
- с. Мирне
- с. Пильки
- с. Чижівка

## Склад ради
Рада складається з 16 депутатів та голови.
- Голова ради: Личик Наталія Петрівна
- Секретар ради: Троц Любов Лаврентіївна

### Керівний склад попередніх скликань
| Прізвище, ім'я, по батькові     | Основні відомості                                                               | Дата обрання | Дата звільнення |
| ------------------------------- | ------------------------------------------------------------------------------- | ------------ | --------------- |
| Поліщук Олександр Лаврентійович | Сільський голова, 1961 року народження                                          | 26.03.2006   | 31.10.2010      |
| Личик Наталія Петрівна          | Сільський голова, 1970 року народження, освіта середня спеціальна, позапартійна | 31.10.2010   |                 |

Примітка: таблиця складена за даними сайту Верховної Ради України

### Депутати
За результатами місцевих виборів 2010 року депутатами ради стали:

#### За суб'єктами висування
| Суб'єкт висування                 | Кількість обраних депутатів | %    |
| --------------------------------- | --------------------------- | ---- |
| Партія регіонів                   | 6                           | 37,5 |
| Народна партія                    | 3                           | 18,8 |
| Самовисування                     | 3                           | 18,8 |
| Соціалістична партія України      | 2                           | 12,5 |
| Єдиний Центр                      | 1                           | 6,3  |
| Політична партія «Сильна Україна» | 1                           | 6,3  |

#### За округами
| № округу                          | Прізвище, ім'я, по батькові   | Дата визнання обраним | Освіта  | Партійна приналежність                        | Відомості про обраного депутата                 |
| --------------------------------- | ----------------------------- | --------------------- | ------- | --------------------------------------------- | ----------------------------------------------- |
| Єдиний Центр                      |                               |                       |         |                                               |                                                 |
| 2                                 | Троц Любов Лаврентіївна       | 04.11.2010            | середня | член Єдиного Центру                           | Теліжинецька сільська рада, секретар            |
| Народна Партія                    |                               |                       |         |                                               |                                                 |
| 7                                 | Зисько Михайло Іванович       | 04.11.2010            | середня | член Народної партії                          | ТОВ «Камчатка», пасічник                        |
| 11                                | Тарасюк Лариса Володимирівна  | 04.11.2010            | вища    | позапартійна                                  | ТОВ «Камчатка», бригадир                        |
| 14                                | Гуменюк Володимиор Васильович | 04.11.2010            | середня | член Народної партії                          | тимчасово не працює                             |
| Партія регіонів                   |                               |                       |         |                                               |                                                 |
| 3                                 | Шевчук Віктор Євгенович       | 04.11.2010            | середня | позапартійний                                 | тимчасово не працює                             |
| 6                                 | Риголь Анатолій Миколайович   | 04.11.2010            | середня | позапартійний                                 | тимчасово не працює                             |
| 8                                 | Дарчик Петро Іванович         | 04.11.2010            | середня | позапартійний                                 | ТОВ «Камчатка», обліковець                      |
| 9                                 | Гуменюк Василь Миколайович    | 04.11.2010            | середня | позапартійний                                 | тимчасово не працює                             |
| 10                                | Арсенюк Петро Павлович        | 04.11.2010            | середня | позапартійний                                 | пенсіонер                                       |
| 15                                | Ярошук Ольга Іванівна         | 04.11.2010            | середня | позапартійна                                  | пенсіонер                                       |
| Політична партія «Сильна Україна» |                               |                       |         |                                               |                                                 |
| 5                                 | Троц Ростислав Іванович       | 04.11.2010            | вища    | позапартійний                                 | пенсіонер                                       |
| Соціалістична партія України      |                               |                       |         |                                               |                                                 |
| 12                                | Гапонюк Ганна Олексіївна      | 04.11.2010            | вища    | член Соціалістичної партії України            | тимчасово не працює                             |
| 16                                | Притолюк Тетяна Михайлівна    | 04.11.2010            | вища    | позапартійна                                  | Ізяславський територіальний центр, соцпрацівник |
| Самовисування                     |                               |                       |         |                                               |                                                 |
| 1                                 | Ліскевич Майя Феодосіївна     | 04.11.2010            | середня | позапартійна                                  | Теліжинецький будинок культури, директор        |
| 4                                 | Кучерук Василь Іванович       | 04.11.2010            | вища    | позапартійний                                 | тимчасово не працює                             |
| 13                                | Шейдик Віра Василівна         | 04.11.2010            | середня | член Всеукраїнського об'єднання «Батьківщина» | тимчасово не працює                             |

## Господарська діяльність
Основним видом господарської діяльності населених пунктів сільської ради є сільськогосподарське виробництво. Воно складається з сільськогосподарського товариства з обмеженою відповідальністю ТОВ «Камчатка», фермерських і індивідуальних селянських господарств. Основним видом сільськогосподарської діяльності є вирощування зернових і технічних культур; допоміжним — вирощування овочевих культур і виробництво м'ясо-молочної продукції.
На території сільської ради знаходиться не діючий кар'єр щебеню. В селах працює 6 магазинів, загально-освітня школа I—II ст., дитячий садок.
Територією Теліжинецької сільської ради, з заходу на схід, пролягає регіональний автомобільний шлях Кременець — Ржищів Н02.